# ズームアップ 暴行現場
ズームアップ　暴行現場（Zoom Up Bōkō Gemba） は、1979年の映画作品である。小原宏裕が監督を務めた本作は、日活ロマンポルノシリーズの一つである。 この映画は日活の「Zoom Up」シリーズの最初のものであり、その成功は同じモチーフで6つの続編につながり  、1977年作品「レイプ25時 暴姦」から日活が削減していた、超暴力的で女性嫌悪的な「バイオレットピンク」スタイルへの回帰を表した 。 

## あらすじ
知子（ 宮井えりな ）は、街を恐怖に陥れている強姦犯を捜査しているが、同時に間違った容疑者をつかむことで捜索を狂わせている。
ある時、知子は商社マンと結婚するが、先輩の娘の家庭教師である健太郎と、廃工場にて肉体関係を結ぶ。
そこへ、スーパーマーケットの主任の宏が店員の文代と2人で同じ場所を訪れる。文代に頼まれた宏は彼女の首を絞めるが、誤って死なせてしまう。それを見た知子と健太郎は慌てて逃げだす。その後、宏はその廃工場を訪れたところ、女を殺していた暴漢魔に出くわし、引き返す。
さらにその後、知子は家を訪れた宏に犯され、彼に惹かれる。そして、彼女は邪魔になった健太郎を殺し、宏が健太郎の死体を処理するところで物語は終わる。

## 分析
トーマス・ヴァイザーは、1998年の書籍"Japanese Cinema Encyclopedia: The Sex Films"の中で、強姦犯がターゲットの女性に電球を挿入して粉々になるまで彼女の胃を蹴るという手口について「驚くほど反発的」と説明している。ヴァイザーは映画では女性嫌悪者で意地悪な人間であるとみてしていたが「このプロジェクトは特別な監督である小原監督によって巧みに処理されている」と付け加えた 。

## 参照資料
1. 1 2  Weisser, Thomas; Yuko Mihara Weisser (1998). Japanese Cinema Encyclopedia: The Sex Films. Miami: Vital Books : Asian Cult Cinema Publications. p. 526. ISBN 1-889288-52-7
2. ↑  Weisser, p.326